# Hygrochroa dianita
Hygrochroa dianita är en fjärilsart som beskrevs av Paul Dognin 1921. Hygrochroa dianita ingår i släktet Hygrochroa och familjen silkesspinnare. Inga underarter finns listade i Catalogue of Life.